# Critérium international de cross cyclo-pédestre
Le Critérium international de cross cyclo-pédestre était une compétition de cyclo-cross qui eut lieu annuellement avec quelques interruptions de 1924 à 1949 (20 éditions) et faisait figure de championnat du monde officieux. Sa disparition coïncide avec la création du championnat du monde de cyclo-cross en 1950.
Le recordman de victoires est le Français Robert Oubron qui l'emporta quatre fois (1937, 1938, 1941 et 1942).

## Histoire[2]
Alors que les premières années du siècle avaient vu la création de championnats nationaux dans de nombreux pays européens (en France dès 1902 par Daniel Gousseau et l’Union Vélocipedique de France), il manquait encore une épreuve d’envergure internationale dans le domaine du cyclo-cross. La première édition du “Critérium International de cross cyclo-pédestre” fut organisée en 1924 par le journal l’Auto et l’Union vélocipédique de France. Le départ de cette course en ligne était à Suresnes et comportait l’ascension du Mont Valérien avant l'entrée dans une forêt à l’ouest de Paris. Un grand circuit d'une longueur de 20,2 km était à parcourir une unique fois par les concurrents. La difficulté la plus redoutée était le Trou du diable, qui consistait en l'enchaînement d'une descente vertigineuse, quasiment impraticable en selle, et d'une remontée spectaculaire, vélo sur l'épaule. L'arrivée n'était pas exactement au même endroit que le départ. Il est à noter que la première édition d'après-guerre fut organisée en 1947 au Grand-Duché de Luxembourg. Les deux dernières éditions du Critérium International (1948 et 1949) se déroulèrent à nouveau près de Paris sur le circuit du Bois de Vincennes. En 1950, le 1erchampionnat du monde de cyclo-cross fut organisé par l'Union Cycliste Internationale sur ledit circuit et reprit par là même officiellement le rôle de plus haute épreuve de la discipline.

## Palmarès
| Année     | Date        | Lieu                    | Vainqueur         | Deuxième          | Troisième              | Classement par équipe |
| 1924      | 17 février  | Paris (Suresnes)        | Gaston Degy       | Henri Moerenhout  | Théophile Van Eetvelde | Belgique              |
| 1925      | 8 février   | Paris (Suresnes)        | Henri Moerenhout  | Joseph Van Dam    | ou Charles Martinet    | Belgique              |
| 1926      | 7 février   | Paris (Suresnes)        | Francis Pélissier | Jean-Pierre Engel | Eugène Christophe      | France                |
| 1927      | Non disputé | Non disputé             | Non disputé       | Non disputé       | Non disputé            | Non disputé           |
| 1928      | 5 février   | Paris (Suresnes)        | Camille Foucaux   | Georges Ronsse    | Paul Le Drogo          | France                |
| 1929      | 3 février   | Paris (Suresnes)        | Camille Foucaux   | Charles Pélissier | Auguste Segaud         | France                |
| 1930      | 2 février   | Paris (Suresnes)        | Hilaire Bertellin | Georges Ronsse    | Camille Foucaux        | France                |
| 1931      | 8 février   | Paris (Suresnes)        | Henri Deconinck   | Camille Foucaux   | Georges Ronsse         | France                |
| 1932      | 7 février   | Paris (Suresnes)        | Aubert Winsingues | Hilaire Bertellin | Henri Deconinck        | France                |
| 1933      | 5 février   | Paris (Suresnes)        | Sylvère Maes      | Karl Bosshard     | Walter Blattmann       | Suisse                |
| 1934      | 4 février   | Paris (Suresnes)        | Maurice Seynaeve  | Sylvère Maes      | Kamiel Vermassen       | Belgique              |
| 1935      | 3 février   | Paris (Suresnes)        | Josy Mersch       | Charles Vaast     | Arsène Mersch          | Luxembourg            |
| 1936      | 9 février   | Paris (Suresnes)        | Maurice Seynaeve  | Robert Oubron     | Charles Vaast          | Pays inconnu          |
| 1937      | 7 février   | Paris (Suresnes)        | Robert Oubron     | Kamiel Vermassen  | Dante Franzil          | Pays inconnu          |
| 1938      | 6 février   | Paris (Suresnes)        | Robert Oubron     | Fritz Hartmann    | Jules Kneepkens        | Pays inconnu          |
| 1939      | 5 février   | Paris (Suresnes)        | Charles Vaast     | Jules Kneepkens   | Kamiel Vermassen       | Belgique              |
| 1940      | Non disputé | Non disputé             | Non disputé       | Non disputé       | Non disputé            | Non disputé           |
| 1941      | 2 mars      | Paris (Suresnes)        | Robert Oubron     | André Brulé       | Kléber Piot            | Pays inconnu          |
| 1942      | 8 mars      | Paris (Suresnes)        | Robert Oubron     | Kléber Piot       | Georges Pieuzat        | Pays inconnu          |
| 1943-1946 | Non disputé | Non disputé             | Non disputé       | Non disputé       | Non disputé            | Non disputé           |
| 1947      | 9 février   | Luxembourg (Muhlenbach) | Jean Robic        | Roger Rondeaux    | Mario Covolo           | Pays inconnu          |
| 1948      | 8 février   | Paris (Vincennes)       | Roger Rondeaux    | Robert Oubron     | Max Breu               | France                |
| 1949      | 6 mars      | Paris (Vincennes)       | Roger Rondeaux    | Jean Robic        | Frans Decoster         | France                |

## Statistiques

### Victoires individuelles
4 victoires
- Robert Oubron (1937, 1938, 1941 et 1942)

2 victoires
- Roger Rondeaux (1948 et 1949)
- Maurice Seynaeve (1934 et 1936)
- Camille Foucaux (1928 et 1929)

### Nationalité du vainqueur
1. France : 15 victoires
2. Belgique : 4 victoires
3. Luxembourg : 1 victoire